# Романовка (Томський район)
Рома́новка (рос. Романовка) — присілок у складі Томського району Томської області, Росія. Входить до складу Новорождественського сільського поселення.

## Населення
Населення — 181 особа (2010; 221 у 2002).
Національний склад (станом на 2002 рік):
- росіяни — 89 %